# Cam Newton
Cam Newton er en amerikansk fodboldspiller, der spiller quarterback for Carolina Panthers. Han blev født den 11. maj 1989 i byen Atlanta, Georgia. Her opvoksede han med sine brødre; storebror Cecil Newton, Jr. og lillebror Caylin Newton. Han er den quarterback som har flest rushing touchdowns i NFL's historie.